# مرد شفاف شگفت‌انگیز
مرد شفاف شگفت‌انگیز (انگلیسی: The Amazing Transparent Man) فیلمی در ژانر علمی–تخیلی به کارگردانی ادگار جی. اولمر است، که در سال ۱۹۶۰ منتشر شد.

## بازیگران
- مارگریت چپمن
- داگلاس کندی
- جیمز گریفیث
- ایوان تریسولت
- بوید مورگان
- نورمن اسمیت
- پاتریک کرانشاو